# Aiura miri
Aiura miri là một loài tò vò trong họ Ichneumonidae.